# Kaki
Die Kaki (jap.: 柿, kaki), auch Kakipflaume oder Chinesische Quitte, ist die süße, orangefarbene, äußerlich einer Tomate ähnelnde Frucht des Kakibaums (Diospyros kaki). Der Gattungsname Diospyros bedeutet „Götterfrucht“ oder „Götterspeise“. Der Kakibaum stammt ursprünglich aus Asien und ist Teil der Gattung Diospyros oder Ebenholzbäume, auch Dattelpflaumen genannt, welche zur Familie der Ebenholzgewächse (Ebenaceae) gehören. Die meisten der 500 Sorten kommen vorwiegend in den Tropen und Subtropen vor.
Zuchtformen oder Sorten der Kaki sind Honigapfel, Persimone und die kernlose Sharonfrucht, die kaum Tannin enthält und daher bereits als harte Frucht verzehrt werden kann.
Die in China seit über 2000 Jahren genutzte Kaki gehört zu den ältesten Kulturpflanzen.

## Beschreibung

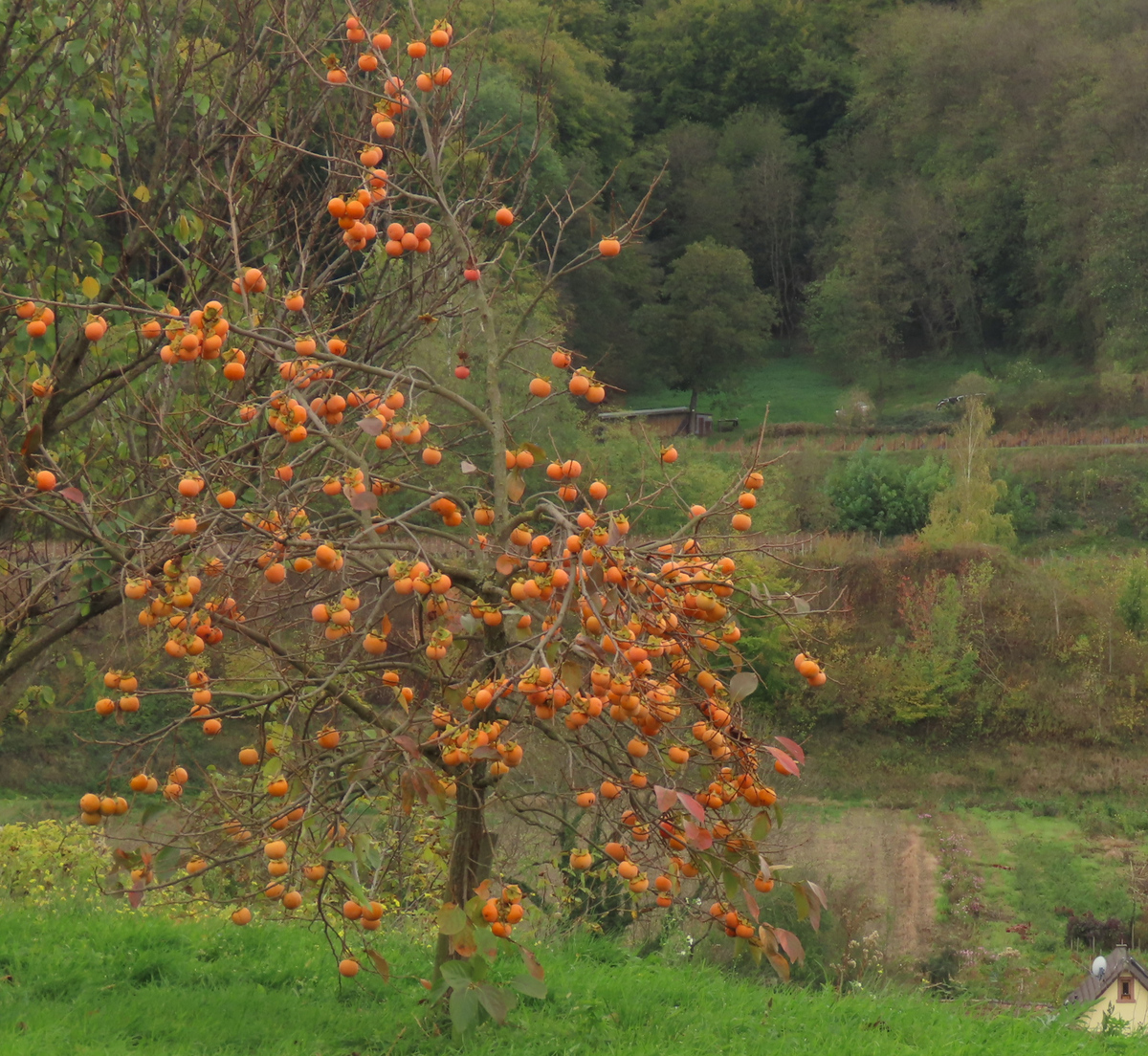
Kakibaum am Kaiserstuhl in Südbaden

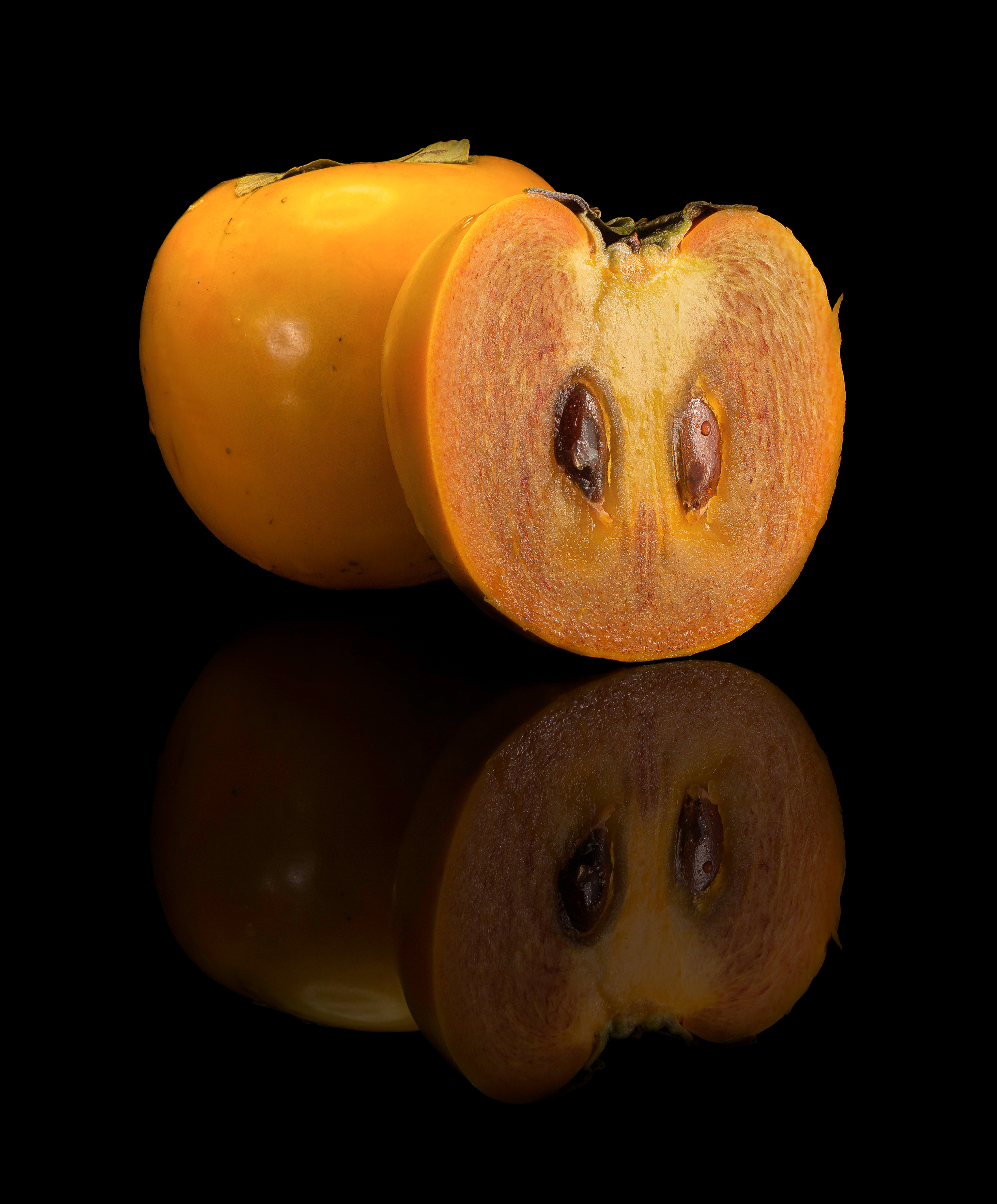
Aufgeschnittene Kaki-Frucht

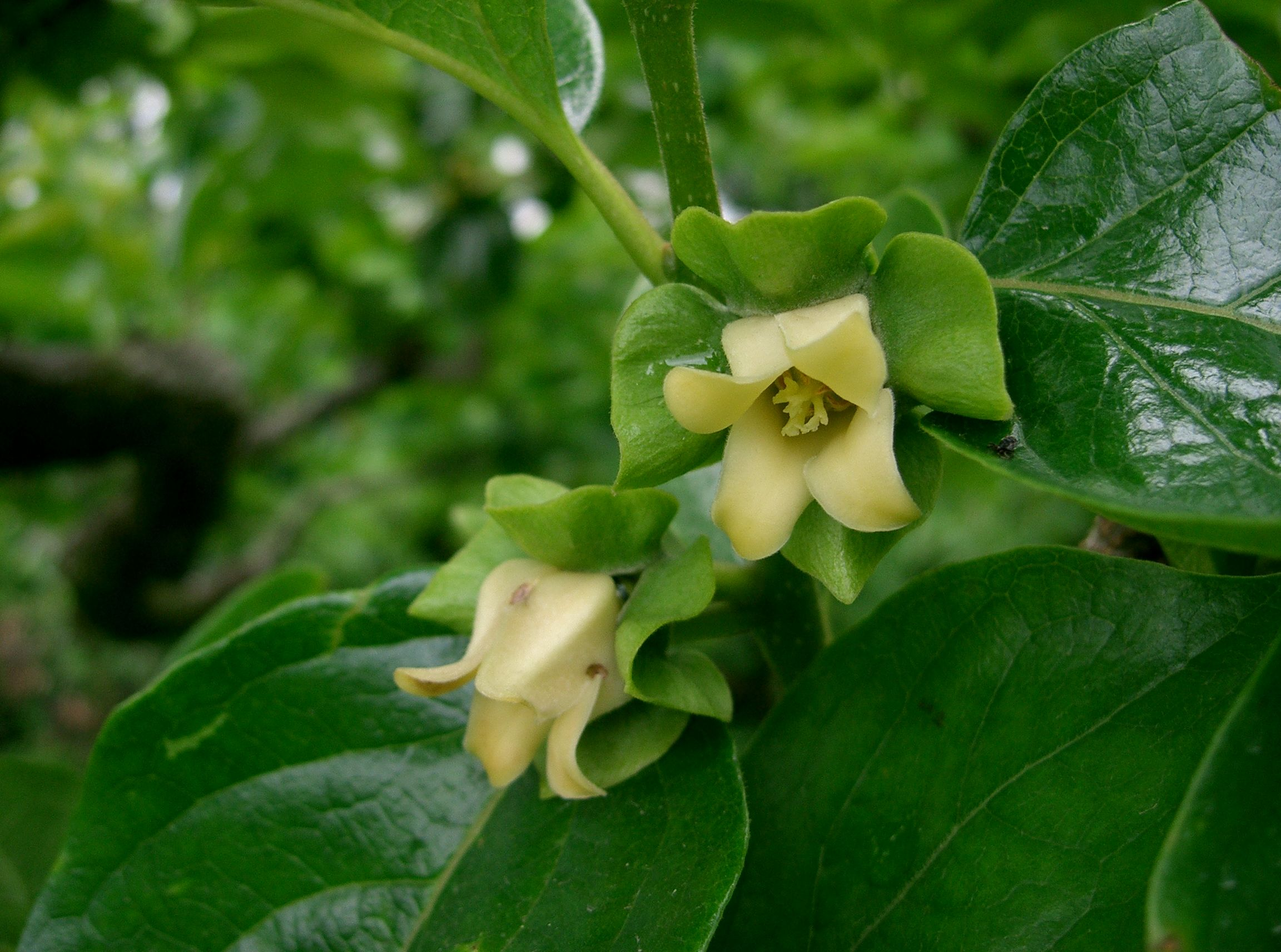
Blüte der Kaki

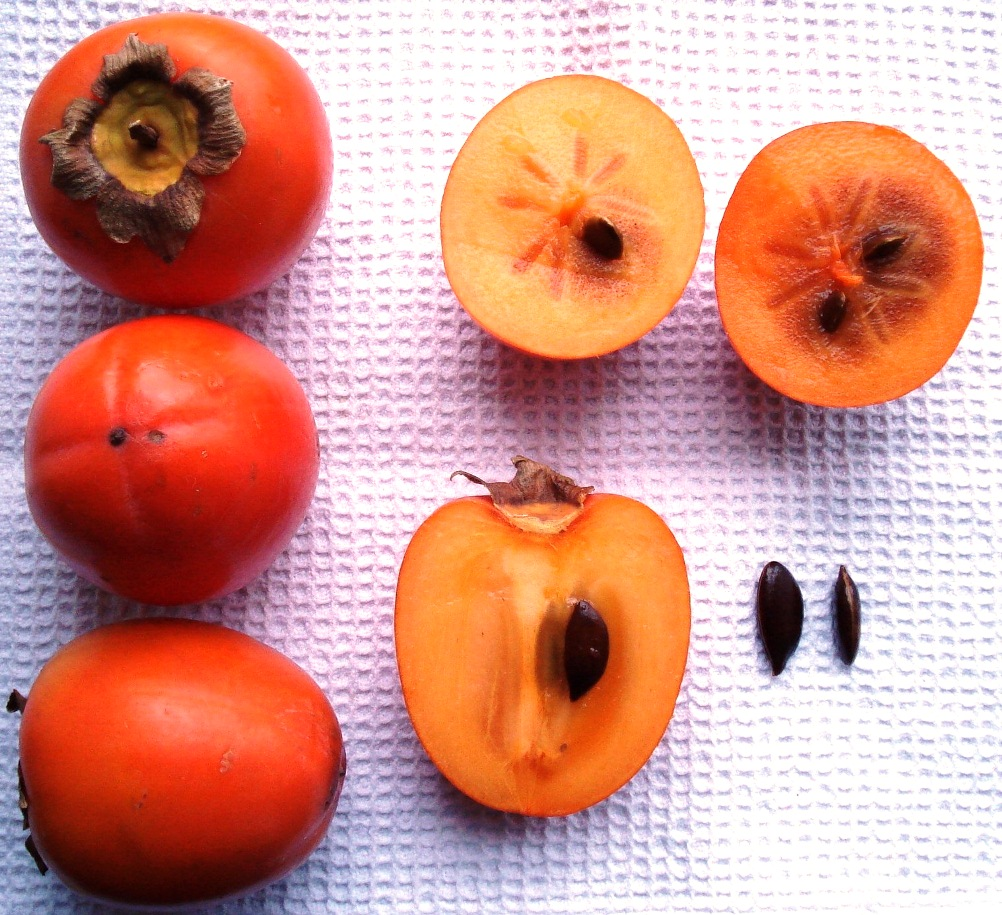
Kakifrucht (einer tanninarmen Sorte). Links: von oben (mit den vier Kelchblättern), von unten und von der Seite. Daneben, oben: quer aufgeschnitten (mit Samen und zum Teil bräunlich gefärbtem Fruchtfleisch). Darunter: längs aufgeschnitten (mit Kern) sowie herausgelöste Kerne (erkennbar ist deren Breite und Dicke).

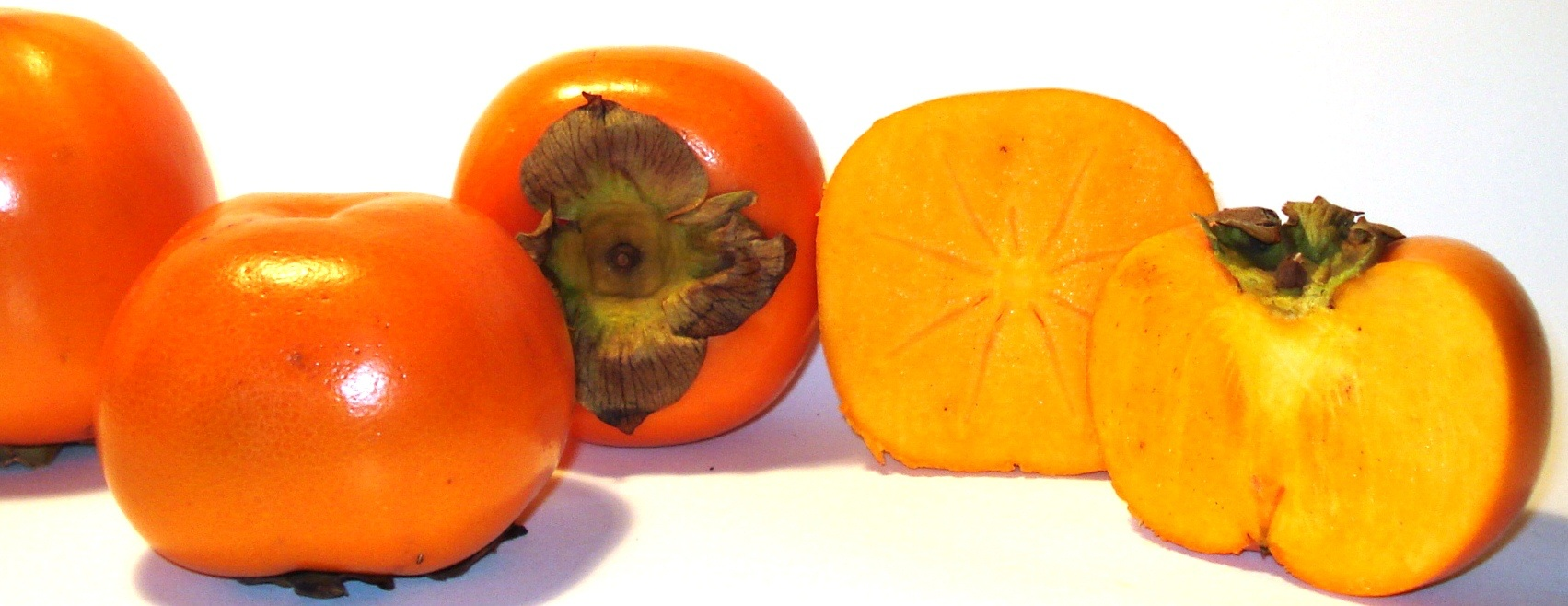
Kakisorte Sharon mit flacher Frucht (ganz links zum Vergleich eine Kakisorte mit hoher Frucht)

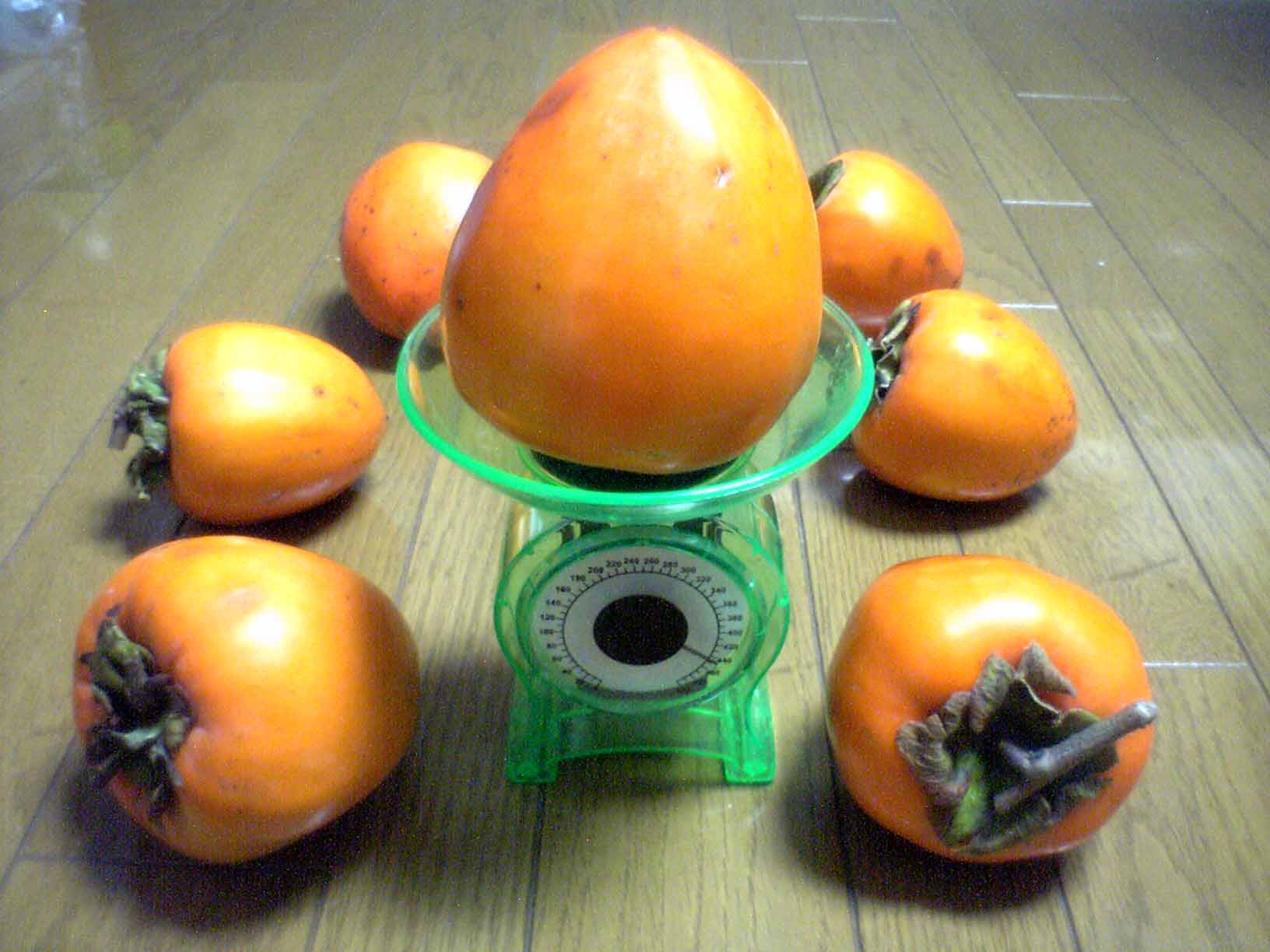
Kōshū-Hyakume (甲州百目), eine Zuchtform speziell für die Herstellung getrockneter Kaki. Die Kaki symbolisiert in Japan den Geschmack des Herbstes.

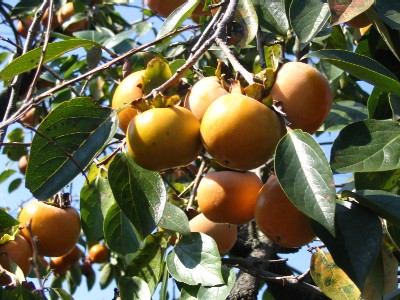
Kakifrüchte am Baum

### Vegetative Merkmale
Der laubabwerfende Kakibaum erreicht Wuchshöhen von 10 bis 20 Meter oder mehr, bei einer dem Apfelbaum ähnelnden Form. Die dickere Borke ist bräunlich bis gräulich und grob schuppig, furchig bis würfelrissig oder abblätternd. Die jungen Zweige sind dicht behaart. Die wechselständig angeordneten ledrigen Laubblätter sind in Blattstiel und Blattspreite gegliedert. Sie sind kurz gestielt, eiförmig, seltener herzförmig bis elliptisch, lanzettlich oder verkehrt-eiförmig und ganzrandig, sowie spitz bis zugespitzt oder abgerundet. Die Blätter sind etwa 10–25 cm lang und oberseits dunkelgrün, kahl und glänzend, unterseits sind sie hellgrün sowie mehr oder weniger feinhaarig. Die Herbstfärbung ist gelb-orange bis rötlich.

### Blüte
Der Kakibaum blüht vom späten Frühjahr bis zum Frühsommer. Die staminaten (männlichen) und carpellaten (weiblichen) Blüten sind räumlich getrennt. Dabei kommen sowohl einhäusige als auch zweihäusige Pflanzenindividuen vor. Die meist einzeln erscheinenden, achselständigen weiblichen Blüten sind gelblich und vierzählig. Die kleineren männlichen Blüten sind zu zweit bis fünft gruppiert.
Die ca. 2 bis 2,5 cm großen und gestielten Blüten sind radiärsymmetrisch und vierzählig mit doppelter Blütenhülle. Die vier grünen, becherförmig verwachsenen und außen oft feinhaarigen Kelchblätter öffnen sich im Juni, bei den weiblichen Blüten mit vier großen, petaloiden Zipfeln oder Lappen, bei den männlichen Blüten sind nur vier kleinere Zipfel ausgebildet. Sie geben den Blick frei auf vier weißlich bis gelbe und basal röhrig, krugförmig verwachsene, fleischig-wachsige Kronblätter mit vier zurückgelegten, mehr oder weniger feinhaarigen Zipfeln, diese sind bei den weiblichen Blüten einiges größer. Die Kronröhre ist außen manchmal etwas eckig, rippig. Es entstehen sowohl parthenokarpe, d. h. ohne Bestäubung samenlose, als auch bestäubte, mit Samen durchsetzte Früchte, die etwas größer sind. Die männlichen Blüten enthalten 16 oder 24 Staubblätter in zwei Reihen und es kann ein reduzierter Pistillode vorhanden sein. Die kleinen Staubblätter mit haarigen Staubfäden und spitzen Antheren sitzen innen in der Kronröhre, die weiblichen Blüten haben einige, pfriemliche Staminodien. Der mehrkammerige Fruchtknoten ist oberständig, mit einem mehrästigen Griffel oder mit freien, angenäherten Griffeln, die Narben sind oft gelappt, geteilt.

### Frucht
Die normal etwa 5–8 cm große Beerenfrucht, egal, ob es sich um die kugelige Kaki, die ovale Persimone oder die tomatenartige, flache Sharon handelt, trägt am eingebuchteten Stielansatz die vier beständigen Kelchblätter und wird bis zu 500 Gramm schwer. Es können auch Griffelreste vorhanden sein. Die glatte, glänzende und dünne Schale zeigt Farbschattierungen von gelb (Sharon und Persimone unreif) bis rotes Orange (Kaki, Persimone reif). Das etwas hellere, gelatinöse Fruchtfleisch kann bis zu acht Samen enthalten und wirkt, außer bei der kernlosen Sharon, beim Verzehr adstringierend. Mit zunehmendem Reifegrad wird sie, einer Kiwi vergleichbar, weicher und ihre Schale beginnt, fast durchsichtig auszusehen. Die Kakifrüchte werden erst reif, wenn im Spätherbst die Blätter der gleichen Pflanze zum größten Teil abgefallen sind. Die braunen, fein texturierten, etwas glänzenden und harten Samen sind flach und eiförmig bis elliptisch oder halbmondförmig und etwa 13–19 mm lang.
Der hohe Tanningehalt der nicht ausgereiften Kaki sorgt beim an Birne und Aprikose bzw. Marille erinnernden Geschmack für eine herbe Komponente, die mit fortschreitender Reifung schwächer wird. Der durch die Tannine hervorgerufene pelzige Geschmack geht zum einen während des Reifeprozesses, zum anderen durch Frost verloren. Der hohe Anteil an Provitamin A macht sie ernährungsphysiologisch besonders wertvoll. Die Früchte enthalten 13–19 % Glucose und sind reich an Vitaminen.

## Anbau
Kakibäume wachsen in mildem Klimagebiet, an einem geschützten Standort. Die Pflanzen benötigen einen warmen Sommer und nicht zu früh einsetzenden Frost im Herbst. Sie ertragen bis zu −15 °C Wintertemperatur, bei tieferen Temperaturen besteht die Gefahr, dass das Holz geschädigt wird. Weitere Faktoren wie Baumalter, Ernährungszustand und Unterlage beeinflussen die Winterhärte erheblich. Es sind keine Schädlinge bekannt. Veredelte, sortenechte Kakibäume tragen schon ab dem 2. bis 3. Jahr nach dem Pfropfen.
Kaki werden weltweit in 17 Ländern angebaut, wobei 91 % der Produktion auf China, Spanien, Südkorea, Japan und Aserbaidschan entfallen. Kaki wachsen auch im Norden von Kalifornien, im Südkegel Südamerikas und in Spanien in der Gegend um Valencia. In Ostasien ist die Haupterntezeit in den Monaten Oktober und November, wenn die Bäume bereits die Blätter verloren haben. Sharon hingegen ist eine in Israel gezüchtete Kaki-Sorte, die heute auch in Südamerika, Spanien sowie in Italien seit 1976 angebaut wird. In Italien werden ungefähr 48.000 Tonnen Sharon produziert, in Israel 28.000 Tonnen. In geschützten Lagen Südbadens können Kaki angebaut und im Spätherbst geerntet werden.

## Wirtschaftliche Bedeutung
2023 wurden nach Angaben der Welternährungsorganisation FAO weltweit 5.065.359 t Kakifrüchte geerntet.
Die folgende Tabelle gibt eine Übersicht über die fünf größten Kaki-Produzenten weltweit, die 2023 insgesamt 95,5 % der Erntemenge produzierten.
| Rang | Land                | Menge (in t) |
| ---- | ------------------- | ------------ |
| 1    | Volksrepublik China | 4.055.216    |
| 2    | Südkorea            | 242.592      |
| 3    | Aserbaidschan       | 187.058      |
| 4    | Japan               | 186.600      |
| 5    | Brasilien           | 165.344      |
|      | Summe der Top 5     | 4.836.810    |

In China wird der Kakibaum seit Menschengedenken kultiviert, ihm werden vier Tugenden zugeschrieben: Er ist langlebig, schattenspendend, wird von den Vögeln als Nistplatz genutzt und nicht von Schädlingen befallen. Ein mit einer Vase, einem Kiefernzweig und einer Orange geschmückter Kakikuchen gilt als Symbol für den Wunsch „Großes Glück in 100 Angelegenheiten“.
Die Scharon oder Sharon ist eine Zuchtform der Kaki aus Israel, benannt nach der fruchtbaren Scharonebene. Sie enthält keine Kerne und schmeckt ausgereift milder, da sie deutlich weniger Gallotannin enthält. Auch in hartem Zustand verzehrbar, ist sie für den Handel interessanter als die klassische Kaki, die in essbarem Zustand sehr weich, deswegen schwierig und nur wenige Tage zu lagern ist. Quer aufgeschnitten zeigt die Sharon ein sternförmiges Muster aus Linien dunkleren Fruchtfleisches.

## Inhaltsstoffe

### Durchschnittliche Zusammensetzung
Die Zusammensetzung der Kakifrucht variiert naturgemäß je nach Sorte, Umweltbedingungen wie Boden und Klima, Anbautechnik, Düngung und Pflanzenschutz.
Angaben je 100 Gramm essbarem Anteil:
| Bestandteile  |        |
| ------------- | ------ |
| Wasser        | 79,6 g |
| Eiweiß        | 0,6 g  |
| Fett          | 0,3 g  |
| Kohlenhydrate | 16,0 g |
| Ballaststoffe | 2,5 g  |
| Mineralstoffe | 0,7 g  |

| Mineralstoffe |        |
| ------------- | ------ |
| Natrium       | 4 mg   |
| Kalium        | 180 mg |
| Calcium       | 8 mg   |
| Eisen         | 370 µg |

| Vitamine               |        |
| ---------------------- | ------ |
| Thiamin (Vit. B1)      | 25 µg  |
| Riboflavin (Vit. B2)   | 30 µg  |
| Nicotinsäure (Vit. B3) | 230 µg |
| Vitamin C              | 16 mg  |

Der physiologische Brennwert beträgt 297 kJ (70 kcal) je 100 Gramm essbarem Anteil.

### Weitere Inhaltsstoffe
Die Kaki enthält eine Reihe Inhaltsstoffe, denen gesundheitsfördernde Eigenschaften zugesprochen werden, u. a. Tannine, Carotinoide, Flavanole und Anthocyanidine. Sie hat cholesterinsenkende, anti-atherosklerotische und antioxidative Wirkungen. Es gibt Hinweise auf blutdrucksenkende und anti-karzinogene Eigenschaften. Zudem lindert sie durch Diabetes mellitus hervorgerufene Beschwerden. Die antioxidativen Effekte werden verstärkt, wenn die Frucht erhitzt wird.
Im asiatischen Raum werden der Kakifrucht weitere Heilkräfte nachgesagt. So soll sie magenstärkend sein und gegen Durchfall helfen. In Containern nachgereifte Früchte seien fiebersenkend, sollten sie süß wie Honig sein. Der Stiel sei hustenlindernd. Um diese Wirkungen zu verstärken, wird die Kaki geschält, tagsüber dem Sonnenlicht, nachts dem Taufall ausgesetzt, auf dass sich eine weiße Pulverschicht bilde. Wissenschaftliche Belege dafür fehlen jedoch.

## Verzehr
Die Schale der Kaki kann bei der reifen Frucht, deren Tannine fast vollständig zersetzt sind, gegessen werden; oft wird sie jedoch entfernt oder die Kaki wird gleich einer Kiwi aus der Schale gelöffelt. Die kaum Tannine enthaltende Sharon kann bereits in hartem Zustand (mit Schale) gegessen werden; ihr Fruchtfleisch ist immer süß und erinnert an Zuckermelone und Pfirsich. Man erkennt sie, im Unterschied zur eher rötlichen Kaki, an ihrer gelborangefarbenen Schale und ihrer an Tomaten oder Mandarinen erinnernden flachen Form, wohingegen Kakis eher rund und Persimonen oval sind. Eventuelle braune Flecken im Fruchtfleisch stammen vom hohen Zuckeranteil und sind kein Zeichen von Fäulnis.

## Sorten
Kakifrüchte werden in adstringierende (A) und nicht-adstringierende (NA) Sorten unterteilt.